# Libelloides ramburi

Libelloides ramburi är en insektsart som först beskrevs av Robert McLachlan 1875.
Libelloides ramburi ingår i släktet Libelloides och familjen fjärilsländor. Inga underarter finns listade i Catalogue of Life.